# Katariina (Turku)
Katariina ou Katariinanlaakso est un quartier du district d'Uittamo-Skanssi à Turku en Finlande,.

## Description
Katariina est à environ six kilomètres au sud-est du centre-ville.
La baie Rauvolanlahti, est la limite de la réserve naturelle de Rauvolanlahti.
Katariina abrite le manoir d'Ispoinen bâti en 1784 et la Villa Solin de style fonctionnaliste conçue par Erik Bryggman et construite en 1926-1929.

## Galerie

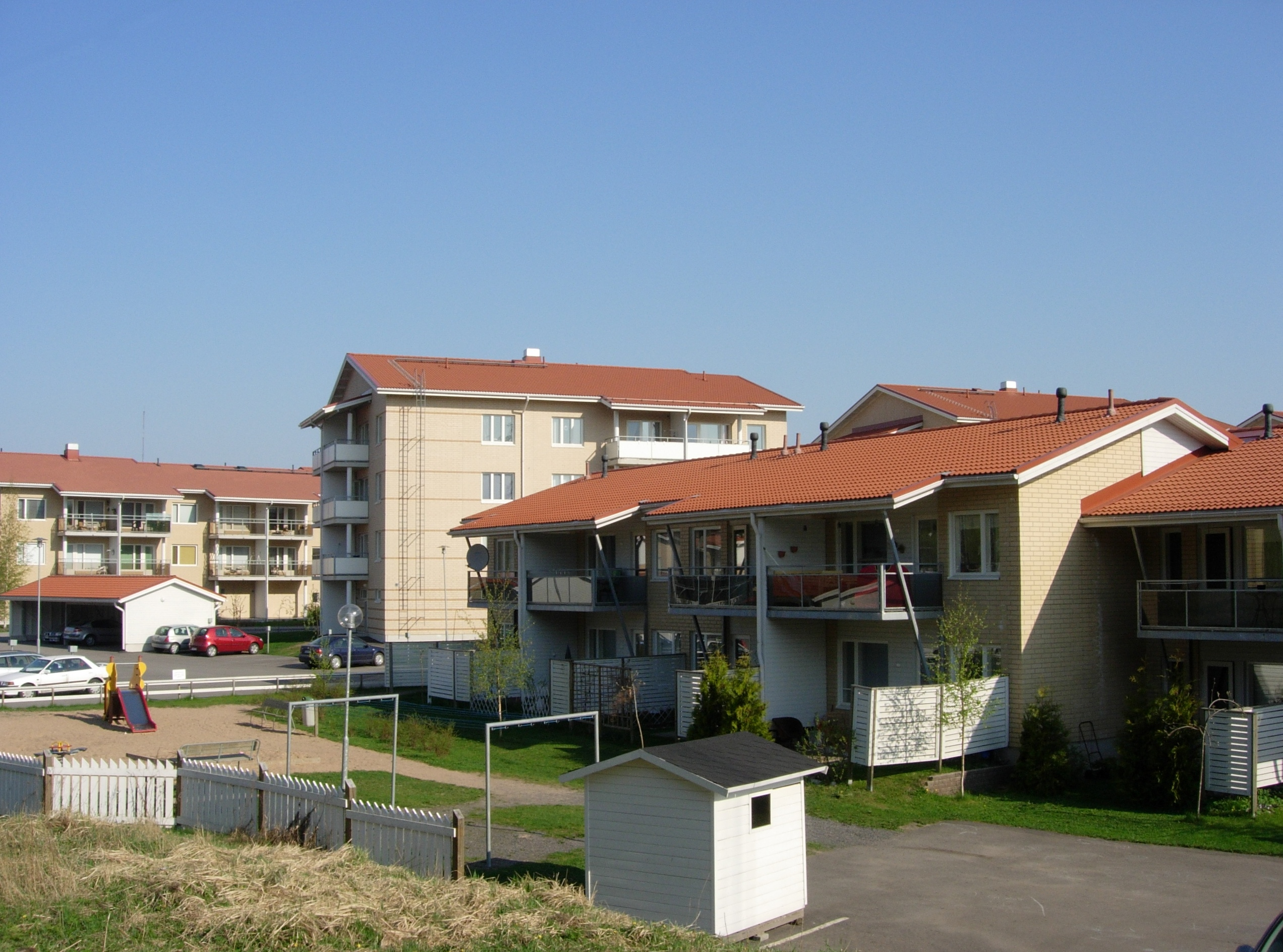
Ansarinkatu.
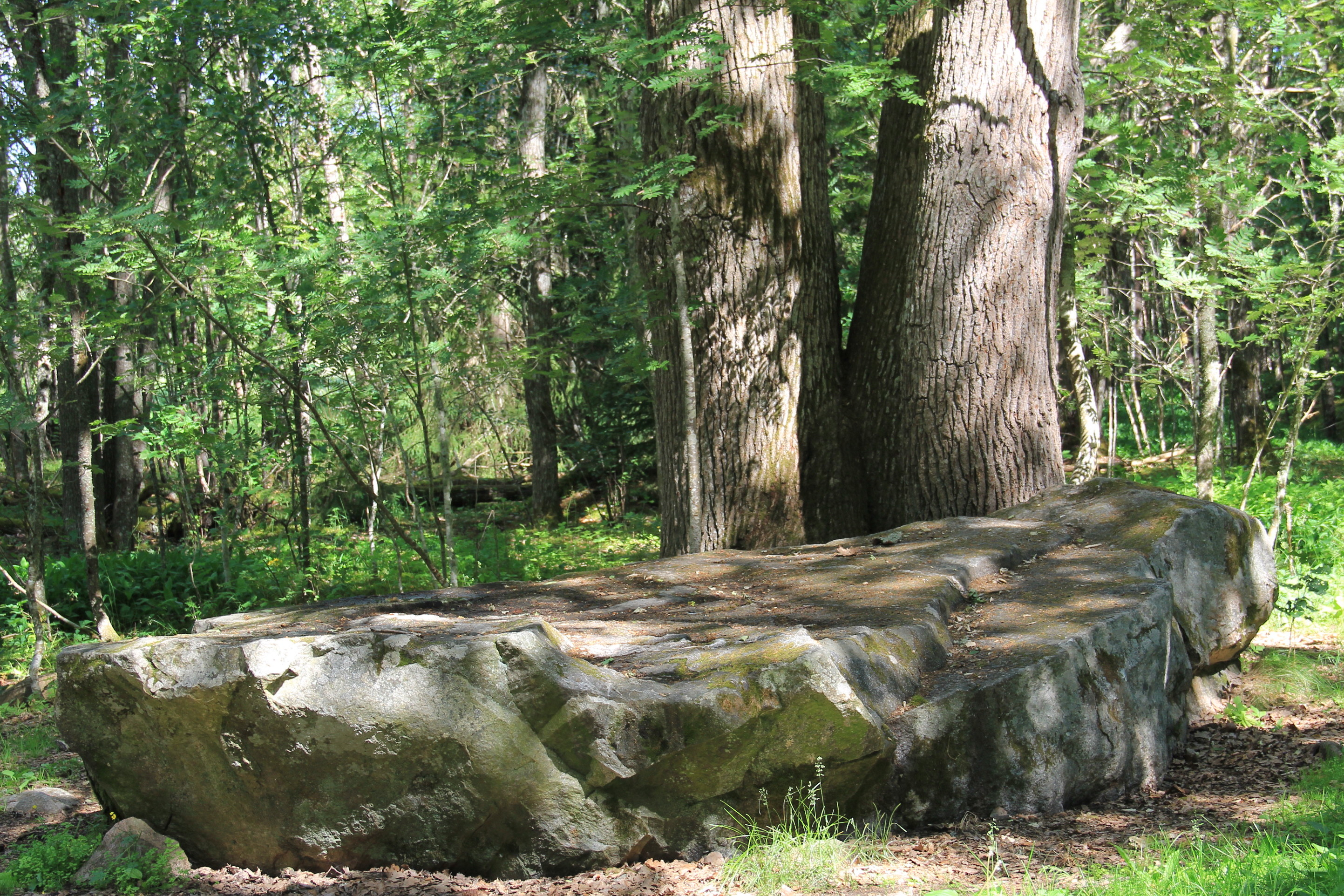
Katariinankivi dans la réserve naturelle de Katariinanlaakso..
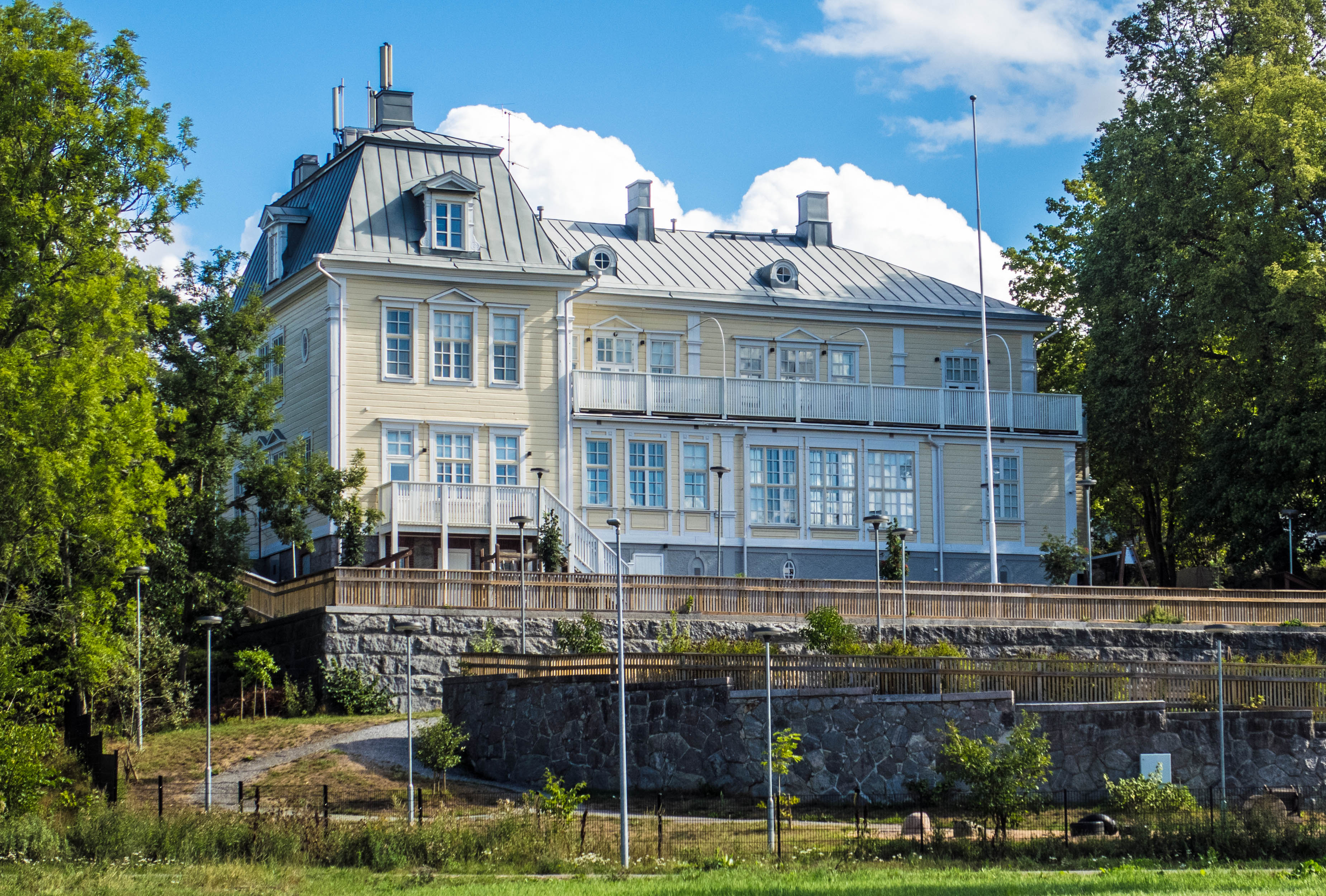
Manoir d'Ispoinen.
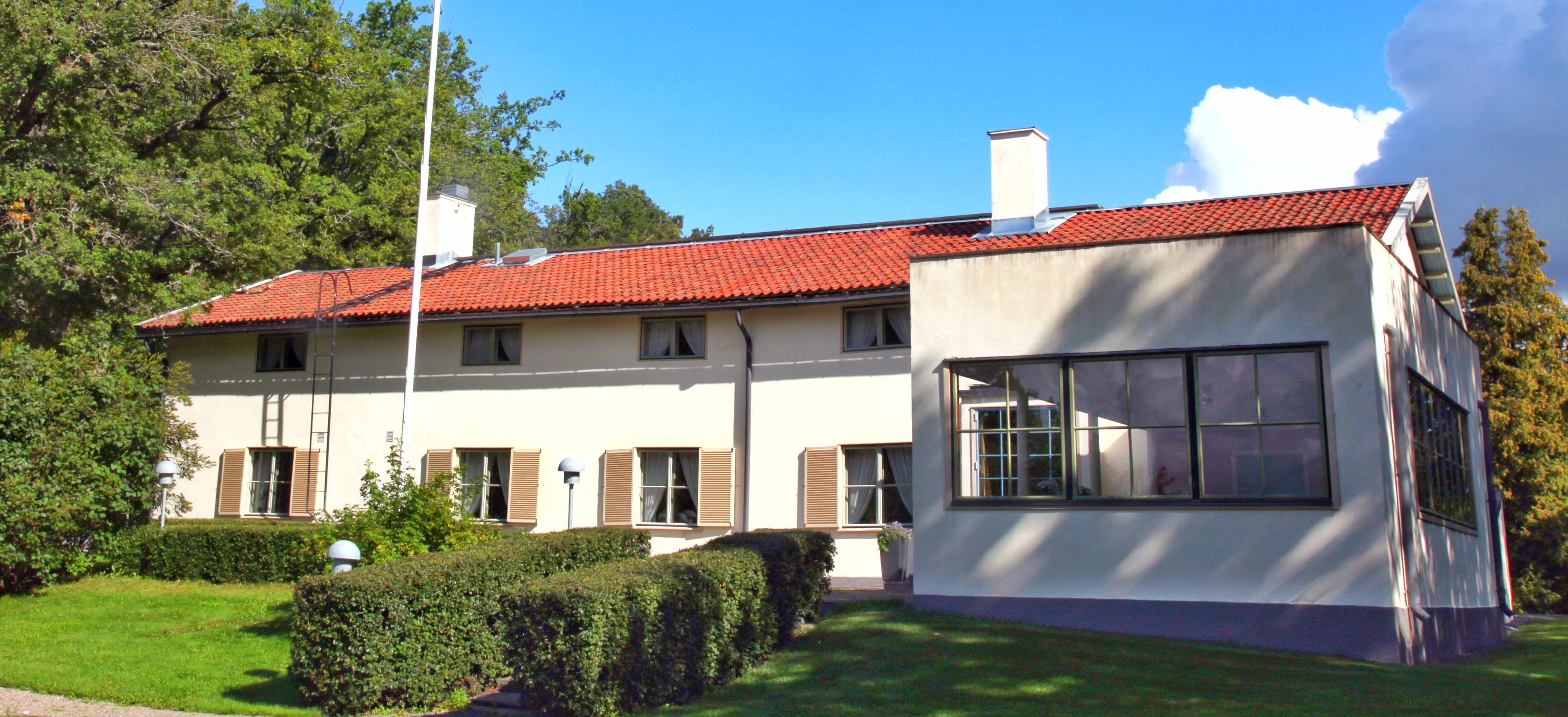
Villa Solin.